# 一年志願兵 (ドイツ)

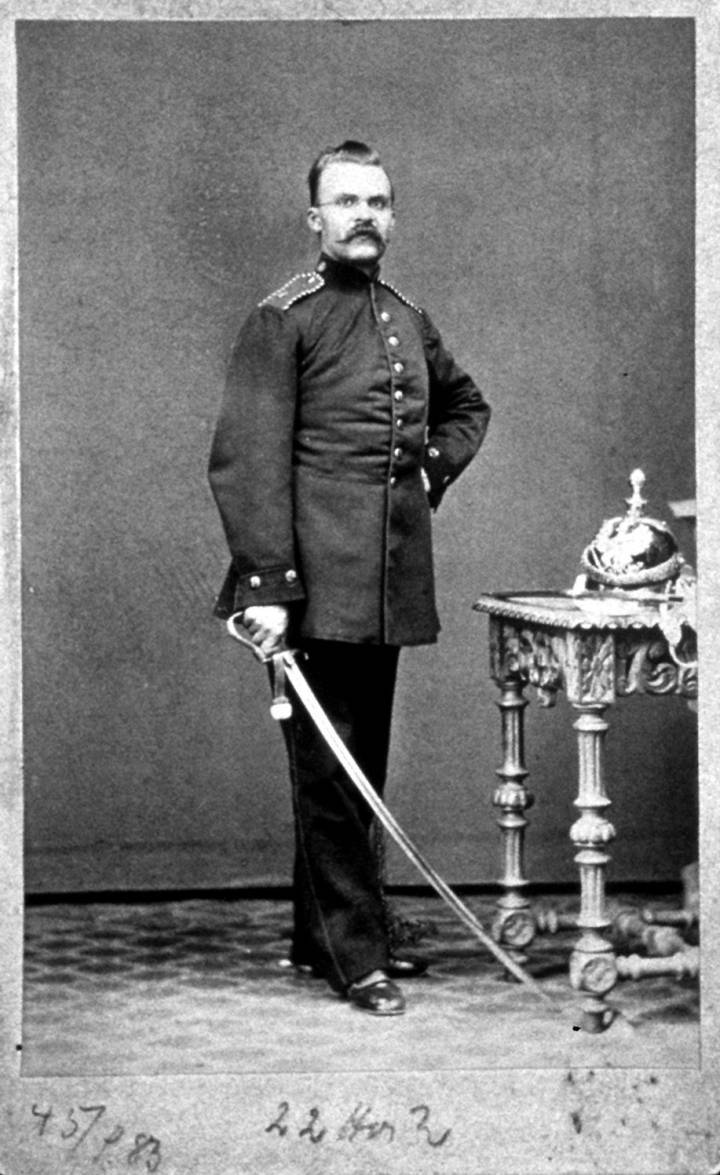
一年志願兵時代のフリードリヒ・ニーチェ。除隊する際に撮影。

一年志願兵（ドイツ語: Einjährig-Freiwilliger）とは、プロイセンから帝政ドイツ期において行われた志願兵制度である。通常の徴兵制度と異なり、志願兵本人が入営にかかる食費・装具・被服などを自弁する事に大きな特徴があり、その見返りとして通常の兵役を短縮することができた。また、入営期間満了者には予備役将校への昇進の道が開かれた。
一年志願兵制度は1817年にプロイセンではじまり、ドイツ帝国にそのまま引き継がれた。普仏戦争後に同様の制度がバイエルン王国、フランス、ロシア、オーストリア＝ハンガリーにてプロイセンに倣って導入された。後にドイツ軍制を規範とする明治期の日本にも同様の制度が持ち込まれることになる。これらのうちオーストリアにおいては、2015年現在も一年志願制制度が残されている。
プロイセンにおける一年志願兵制度は25歳までの男性男子が対象とされた。もっとも、対象者はアビトゥーア資格を得た高等教育を受けた者である場合が多く 当時プロイセンで行われた満期三年の徴兵期間を回避する手段として多く利用された。また、志願者は入営地や部門を選択する自由が与えられたが、入営中において自身にかかる費用を全額自弁する必要がある。また、単に兵役期間を短縮するという意味の他に、当時の富裕層に将校の資格を得る機会を与える魅力的な制度として捉えられていた。また、当時のドイツでは将校になる資格を有していること自体が一種の社会ステータスを表しており、一年志願兵出身ということのみを取っても学識や家柄を保証する一種の資格として広く認知されていた。
兵役期間が満了が近づいた一年志願兵のうち、昇進を志願する者は本人の適性を検査された上で伍長に昇進する。その後、一年の兵役期間が終了するまで特別なカリキュラムを組まれ教育を受ける。その後、昇進の資格を持った者として郷土予備軍に編入されて除隊し次の昇進の機会を待つ事になる。
また、特に昇進を望まない者は下士官適任者として除隊し、六年間の後備役義務を負う。
1867年、ライプツィヒ大学に在学中だったフリードリヒ・ニーチェは一年志願兵として砲兵師団へ入隊するが、1868年3月に落馬事故で大怪我をしたため除隊し復学している。